# Dorota Swieniewicz

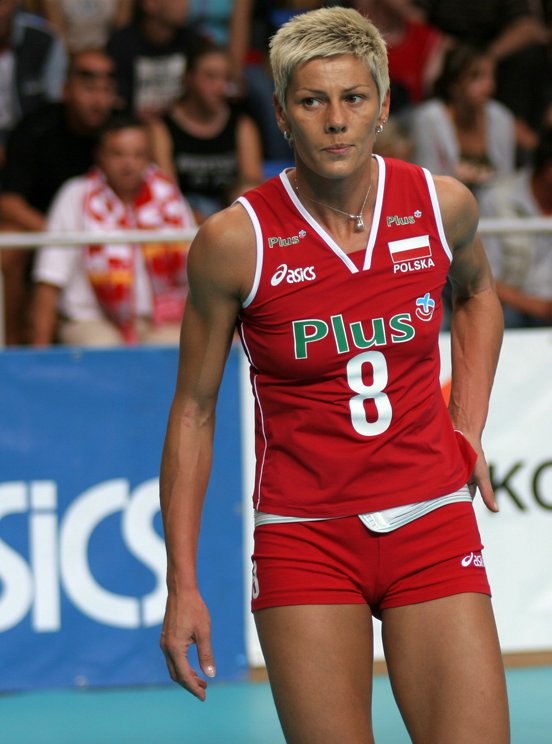
Dorota Świeniewicz

Dorota Swieniewicz (geboren als Dorota Reczko; * 27. Juli 1972 in Gluszyca, dt. Wüstegiersdorf) ist eine polnische Volleyballspielerin und ehemalige Nationalspielerin.
1998 ging Swieniewicz aus BKS Stal Bielsko-Biała, mit dem sie polnische Meisterin wurde, nach Italien und blieb dort dem Verein Despar Perugia acht Spielzeiten bis 2005/06 treu. In dieser Zeit gewann sie mit ihm, u. a. als Mannschaftsführerin, alle wichtigen nationalen Titel (Meisterschaft 2003, 2005; Pokal 2003, 2005, 2006), sowie die Championsleague 2006. Auch mit der Nationalmannschaft errang sie große Erfolge, als sie 2003 die Europameisterschaft in der Türkei gewann und den Titel 2005 in Kroatien verteidigte. Dabei wurde die mittlerweile 33-Jährige zur wertvollsten Spielerin gewählt und im selben Jahr von der CEV als beste Spielerin Europas ausgezeichnet. Sie unterbrach ihre Karriere 2006/07, um Mutter zu werden, und kehrte nach einer Saison im spanischen Icaro für die Saison 2008/09 nach Italien (diesmal Santeramo) zurück. Für die Olympischen Spiele 2008, für die sich Polen qualifizierte, wurde sie nicht mehr nominiert. Ihre Nationalmannschaftskarriere beendete sie mit fast 300 Länderspielen.
Ihre relativ geringe Größe von 1,80 m macht die Außen/Annahme-Spielerin durch ihre enorme Sprungkraft und ausgefeilte Technik wett.

## Vereine
Polonia Świdnica (Saison 1988/1989 – 1992/1993),
BKS Stal Bielsko-Biała (Saison 1993/1994 – 1996/1997),
Despar Sirio Perugia (Saison 1997/1998 – 1999/2000)
BKS Aluprof Bielsko-Biała  (Saison 2000/2001 – 2006/2007)
Icaro Alaro Mallorca (Saison 2007/2008–?)